# Jagistay (sockenhuvudort i Kina, Xinjiang Uygur Zizhiqu, lat 43,58, long 81,22)
Jagistay (kinesiska: 加尕斯台, 加尕斯台乡) är en sockenhuvudort i Kina. Den ligger i den autonoma regionen Xinjiang, i den nordvästra delen av landet, omkring 510 kilometer väster om regionhuvudstaden Ürümqi. Antalet invånare är 13 561. Befolkningen består av 6 667 kvinnor och 6 894 män. Barn under 15 år utgör 25,0 %, vuxna 15-64 år 69 %, och äldre över 65 år 4,0 %.
Runt Jagistay är det ganska glesbefolkat, med 36 invånare per kvadratkilometer. Jagistay är det största samhället i trakten. Trakten runt Jagistay består i huvudsak av gräsmarker.
Genomsnittlig årsnederbörd är 469 millimeter. Den regnigaste månaden är augusti, med i genomsnitt 53 mm nederbörd, och den torraste är mars, med 18 mm nederbörd.